# Haret al Ballaneh
Haret al Ballaneh (arabe : حارة البلانة) est un village libanais situé dans le caza du Metn au Mont-Liban au Liban. La population est presque exclusivement chrétienne.